# معركة صرين (يونيو–يوليو 2015)
كانت معركة صرين (يونيو–يوليو 2015) عملية عسكرية خلال عام 2015 في شمال شرق محافظة حلب، أثناء الحرب الأهلية السورية، التي استولت فيها قوات وحدات حماية الشعب الكردية و‌الجيش السوري الحر على بلدة صرين والمنطقة المحيطة بها من الدولة الإسلامية (داعش).
في أعقاب ما يقرب من شهرين من الهجوم السابق المتوقف، جدد المقاتلون بقيادة وحدات حماية الشعب العمليات الهجومية على صرين في يوم 18 يونيو 2015، تلاها عملية كاملة في 1 يوليو، بعد مذبحة عين العرب التي ارتكبها داعش.